# O'Higgins de Pilay

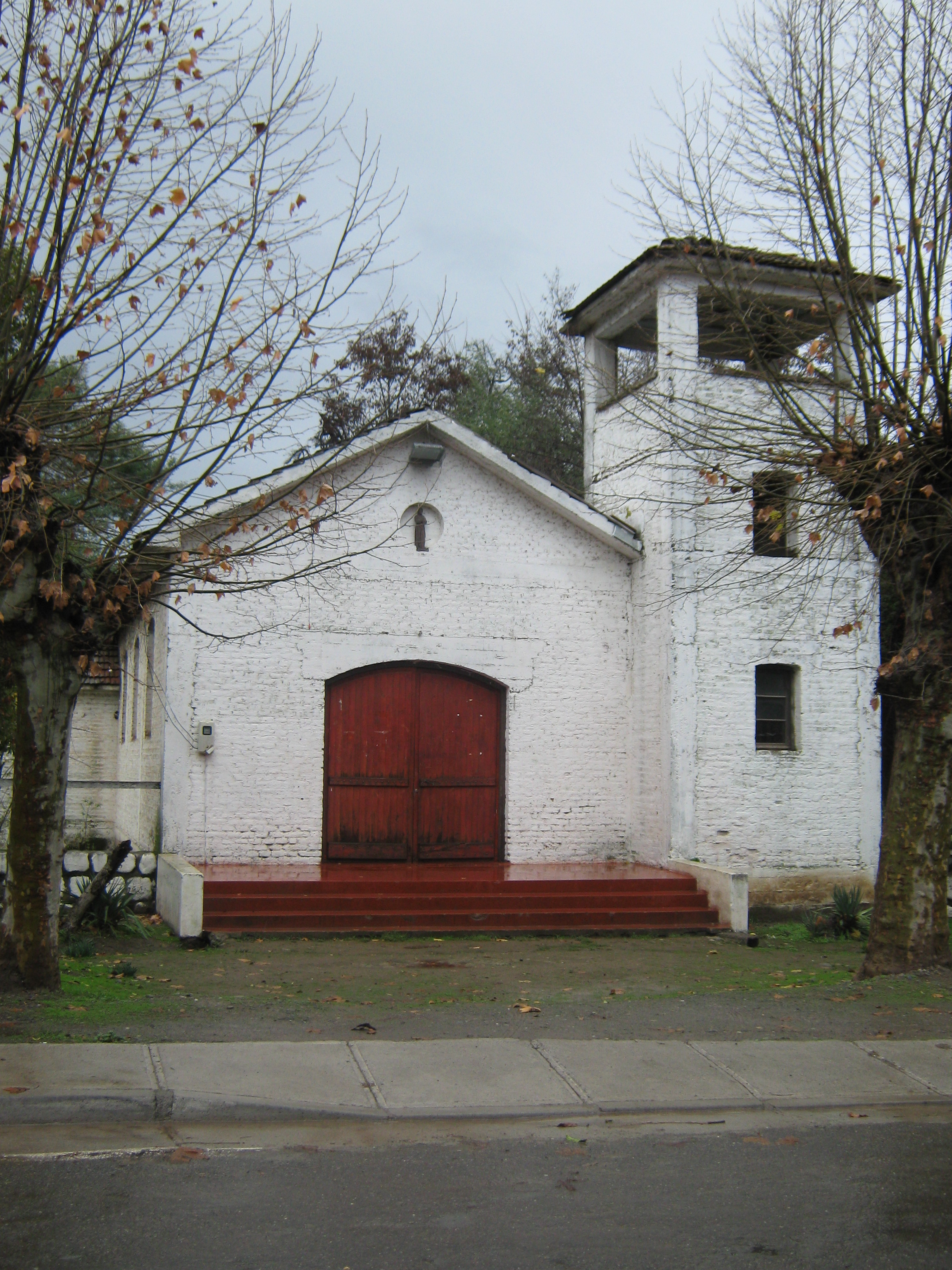
Iglesia de O'Higgins de Pilay

O'Higgins de Pilay (también conocida como Romeral) es una aldea chilena, ubicada en el extremo norte de la comuna de Mostazal, en la Región de O'Higgins. Se emplaza 9 km al oriente de San Francisco de Mostazal, entre el río Peuco y la ladera sur de la cuesta Chada, que conecta el valle del Cachapoal con el valle del Maipo. 
Se dice que Bernardo O'Higgins se refugió en el fundo Pilay tras la derrota en la batalla de Rancagua en 1814, lugar que luego fue renombrado en su honor. La casa patronal del fundo, construida en 1764, aún se mantiene en pie, y alberga a la sede central de la Corporación Cultural de Mostazal y la biblioteca pública rural más antigua del país.
Actualmente la economía de O'Higgins de Pilay se basa en la agricultura (orégano, maíz, trigo) y la cría de caballos.